# Ive à feuilles de lampourde
Iva xanthiifolia
Espèce
L'Iva à feuilles de lampourde (Iva xanthiifolia) est une espèce de plante à fleurs dans la famille des Asteraceae.